# Ernest Bachrach

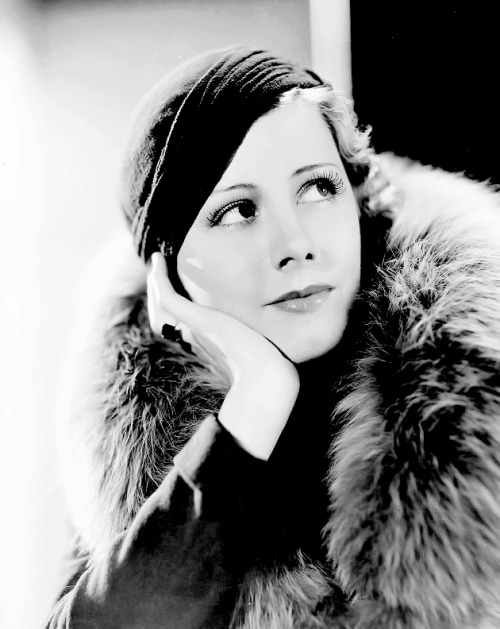
Irene Dunne, 1933

Ernest A. Bachrach (20. října 1899, New York – 24. března 1973, Tarzana) byl americký fotograf filmových hvězd.

## Životopis
Bachrach se narodil v roce 1899 a zemřel v roce 1973. Navštěvoval střední školu Stuyvesant. Pracoval ve filmové společnosti Famous Players-Lasky hned po první světové válce. Kolem roku 1923 pracoval ve studiu Paramount Pictures v Astorii v Queensu, pořizoval snímky pro filmy herečky Glorie Swansonové. Když Swansonová v roce 1926 opustila New York poté, co založila vlastní společnost, požádala Bachracha, aby šel s ní.
Od roku 1946 byl Bachrach 18 let stálým fotografem v produkční společnosti RKO Pictures. Po sloučení RKO s Film Booking Offices of America založil v roce 1928 oddělení fotografie RKO a od roku 1935 vedl oddělení fotografie v RKO. Pořídil téměř všechny fotografie Kathariny Hepburnové ve 30. letech, když pracovala pro RKO.
Bachrach „k lepší zachycení spontánnosti“ používal fotografické kamery Graflex.
Teoretička umění Patricia J. Fanningová nazývá Bachracha „jedním z předních portrétních fotografů v Hollywoodu“.

## Galerie

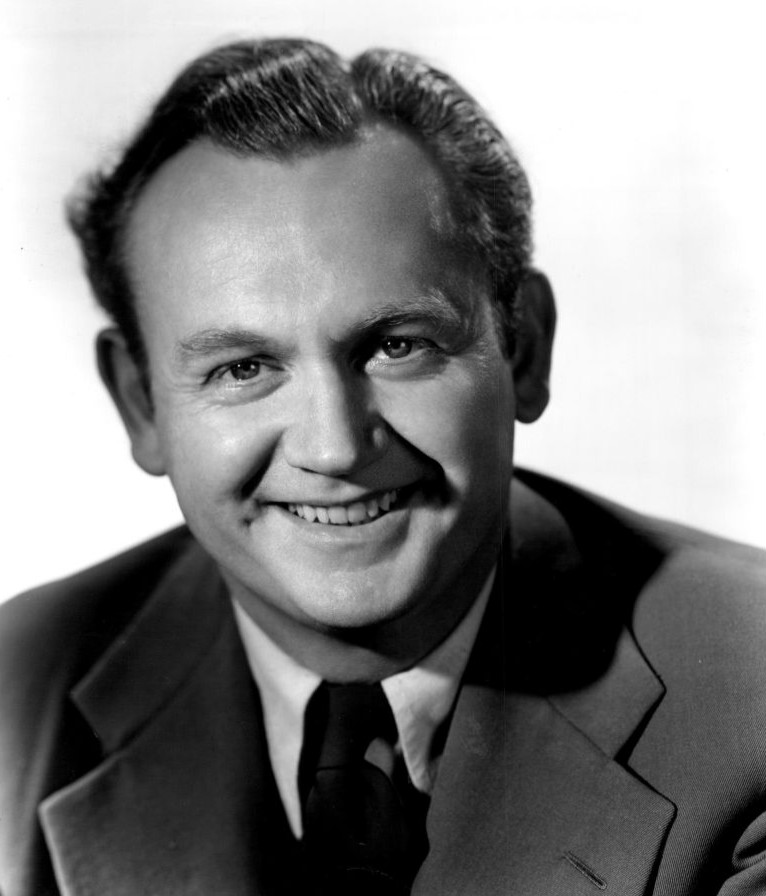
Cliff Arquette, 1941
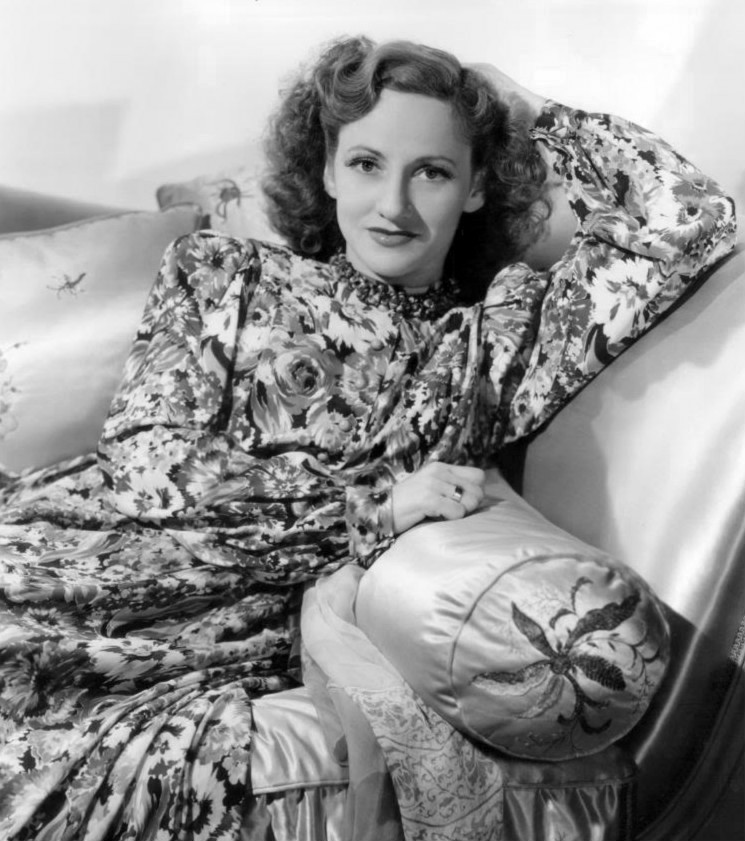
Connee Boswell, 1941
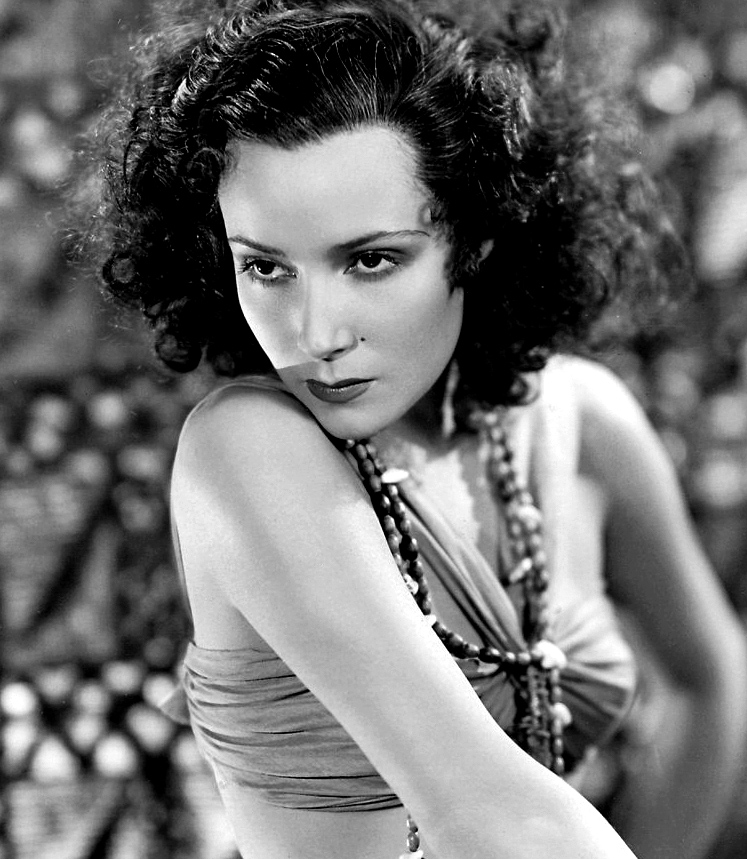
Dolores del Rio - Publicity, 1932
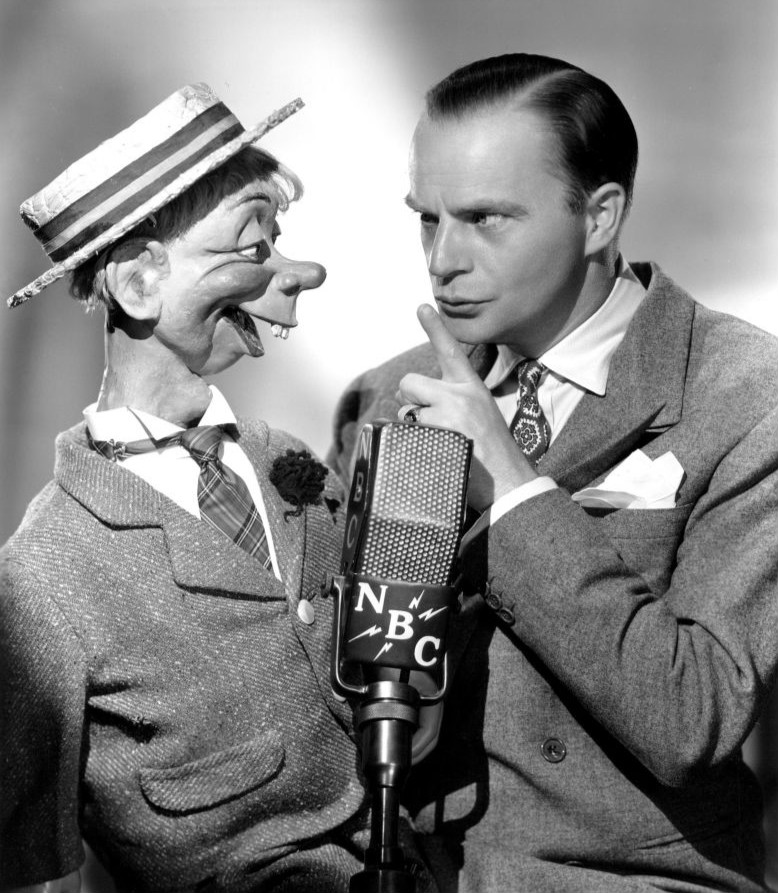
Edgar Bergen and Mortimer Snerd, 1941
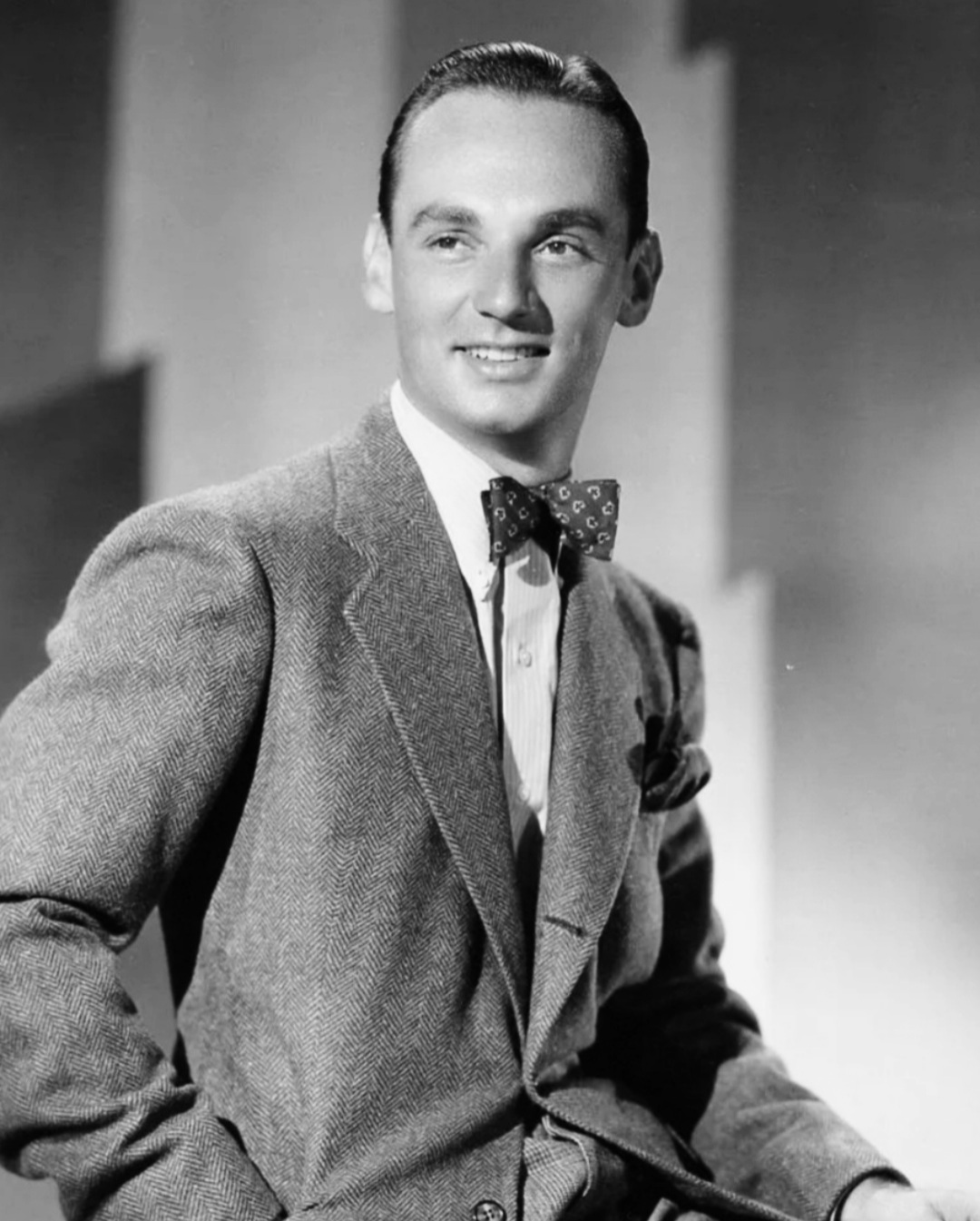
Erik Rhodes, 1935
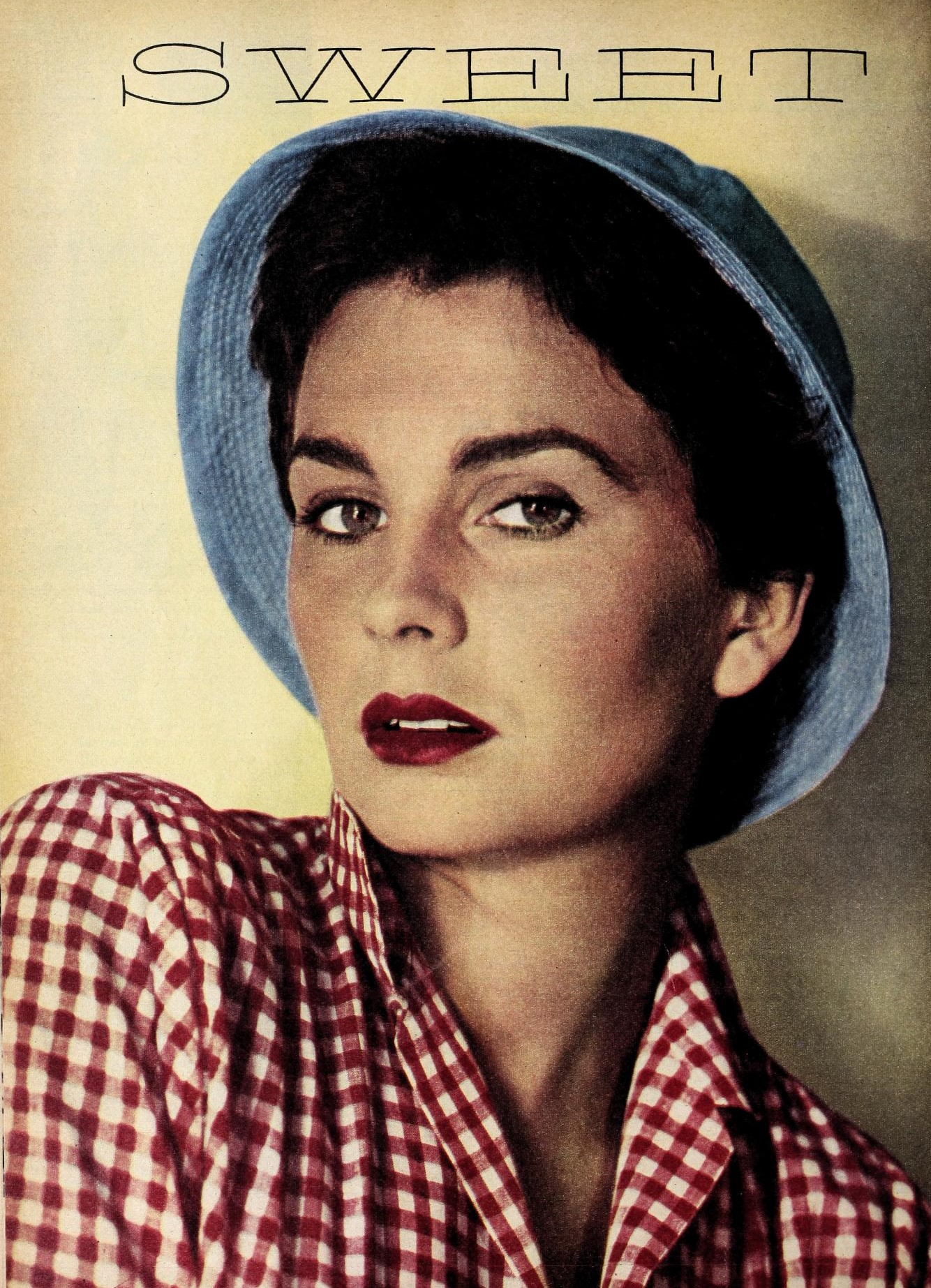
Jean Simmons, 1955
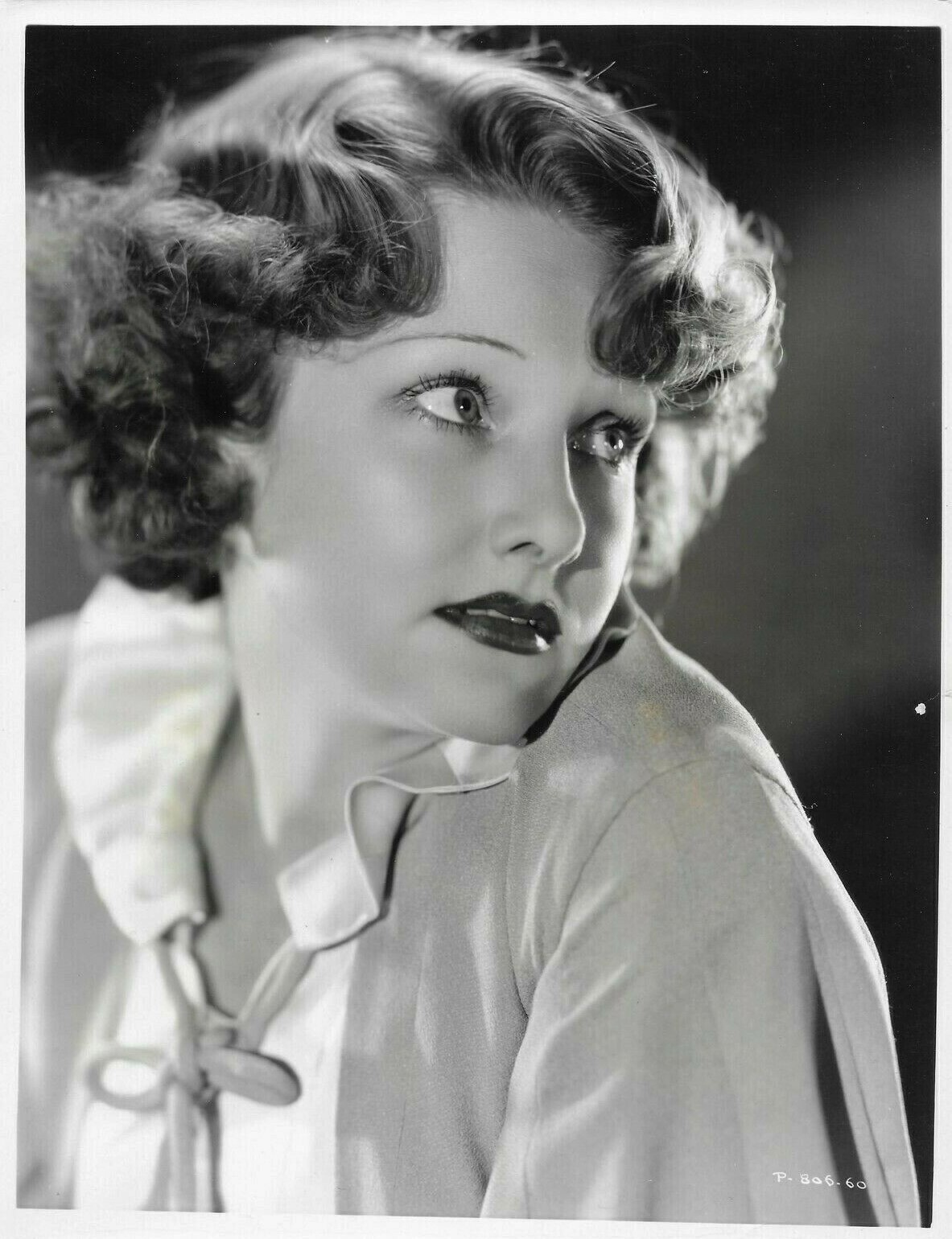
Lola Lane, 1935
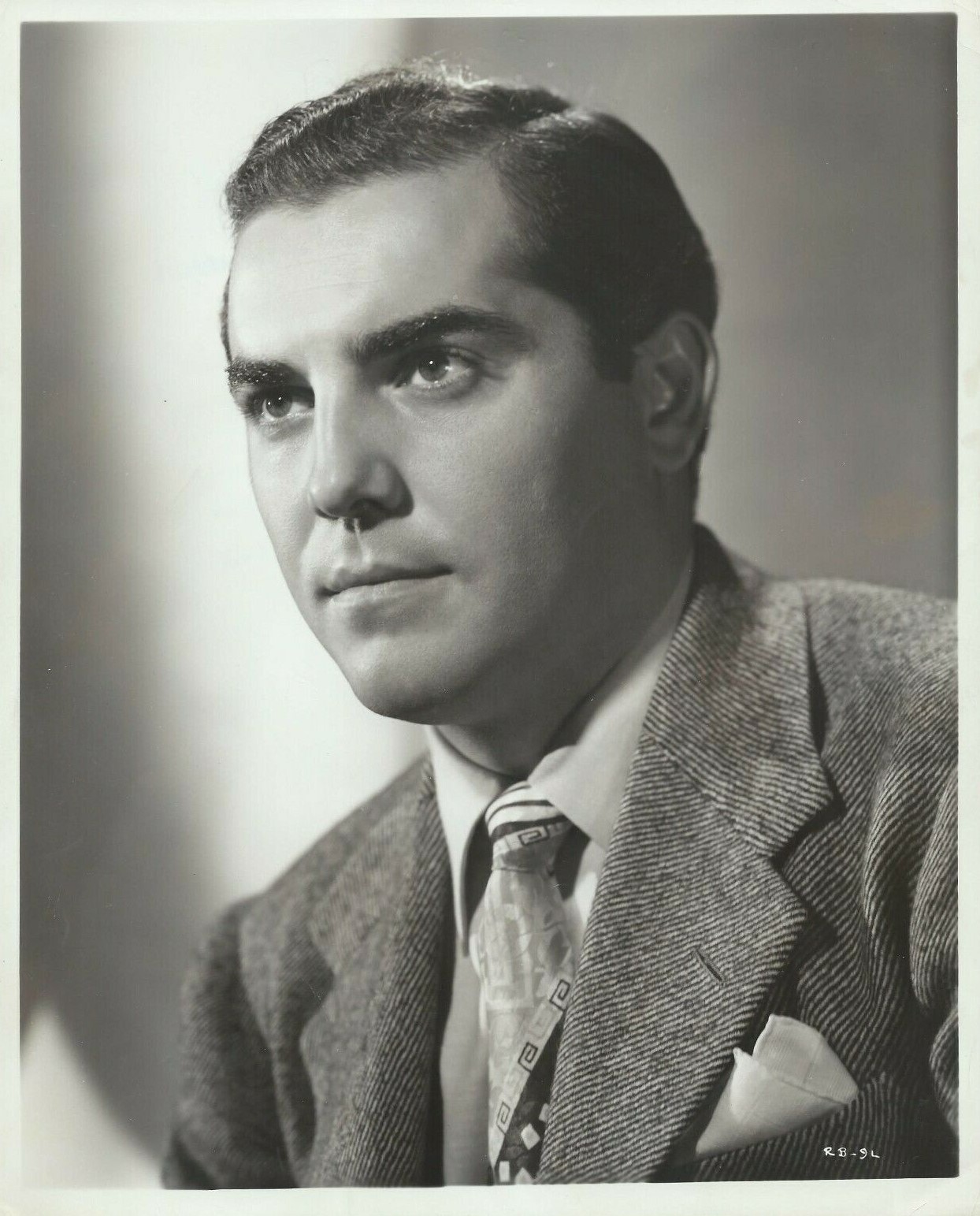
Richard Benedict
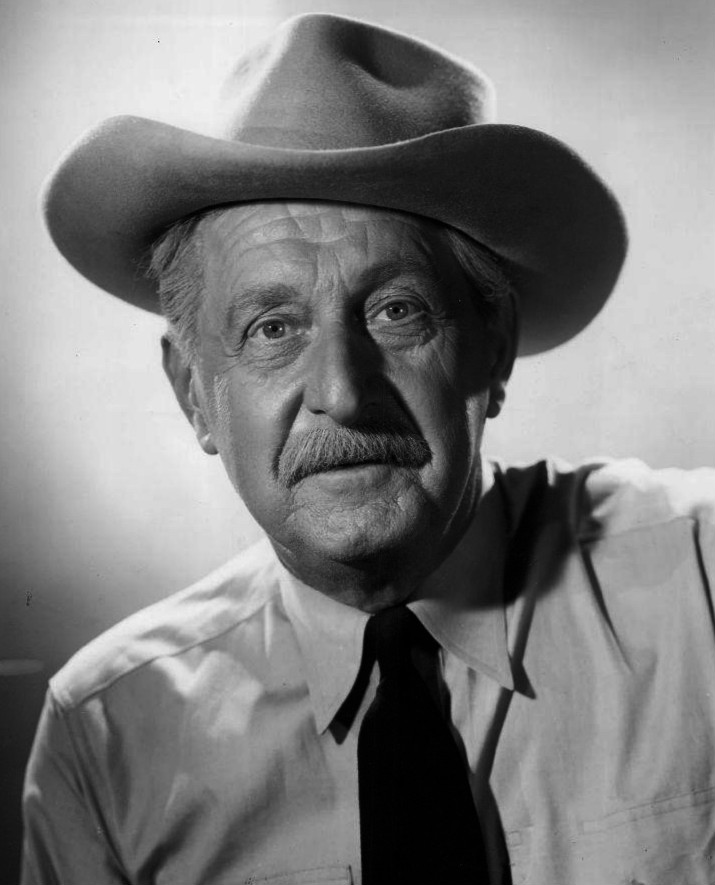
Stanley Andrews, 1953
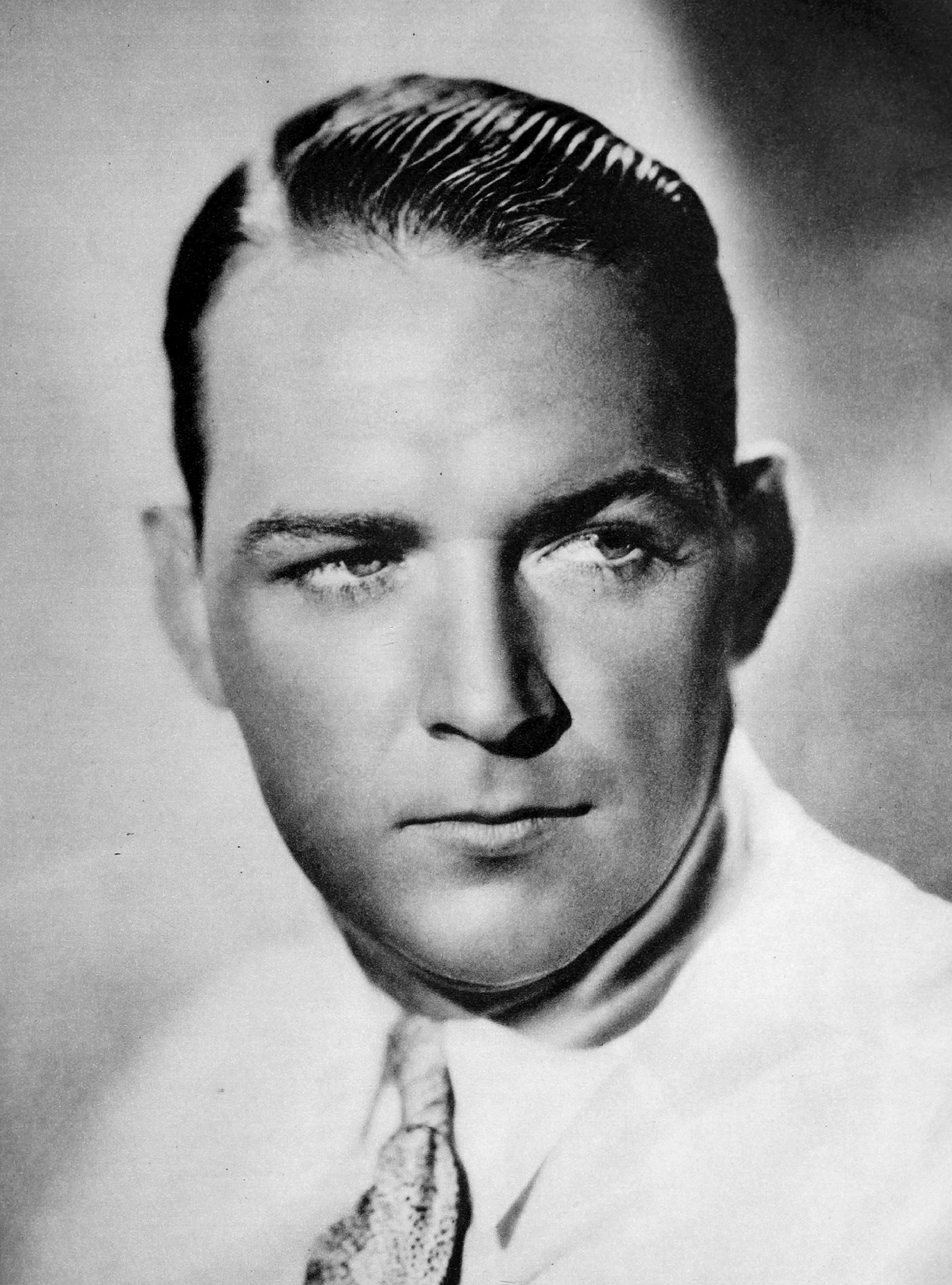
William Gargan, 1933

## Publikace
- BACHRACH, Ernest A. Personality and Pictorialism in Portraiture. American Cinematographer. Září 1932, s. 6–7, 28.
- BACHRACH, Ernest A. Review of U.S. Camera, 1940. International Photographer. Březen 1940, s. 25.